# Post SG Posen
Die Post SG Posen war während des Zweiten Weltkriegs ein kurzlebiger Sportverein aus der Stadt Posen im besetzten Polen.

## Geschichte
Zur Saison 1941/42 nahm die SG das erste Mal an der Gauliga Wartheland teil. Dort wurde der Verein in die Staffel 1 eingruppiert und erreichte dort am Ende der Saison den fünften und damit vorletzten Platz. Durch den Rückzug der einen Platz darüber gesetzten Reichsbahn SG Posen zum Ende der Saison, stieg der Verein aber nicht ab. In der nächsten Saison wurden die beiden Staffeln in Liga mit zehn Mannschaften zusammengefasst. Mit 14:22 Punkten konnte die Mannschaft am Ende der Saison den siebten Platz erreichen. Am 9. Mai 1943 sollte der Verein in der Qualifikation zum Tschammerpokal 1943 gegen die SG Posen antreten. Das Spiel wurde jedoch kampflos für die Post SG gewertet. Nach der Saison 1943/44 landete der Verein dann nur noch mit 9:19 Punkten auf dem neunten Platz und stieg damit ab. Zur nächsten Saison konnte aber sowieso kein Spielbetrieb mehr aufgenommen werden. Spätestens nach dem Ende des Krieges und der Rückeroberung des Wartheland durch die Rote Armee wurde der Verein dann aufgelöst.